# En manos mortales
En Manos Mortales es un libro de Stephanie Cooke. Fue publicado por Bloomsbury en 2008.

## Reseña
«En Manos Mortales. Una historia precavida de la era nuclear». Explica porque la energía nuclear falló en desarrollarse en la forma en que sus planificadores esperaban y explora las relaciones entre los lados civiles y militares de la energía nuclear. En el libro, Cooke argumenta que no estamos cerca de resolver el problema de los desechos nucleares, y que "los miles de millones gastados por el gobierno en el tema nuclear en los pasados sesenta años excluyeron el desarrollo de otras opciones de generación de energía". El libro sugiere que existen razones prácticas de por qué es poco probable que los reactores nucleares proporcionen una solución al problema del cambio climático global.
El libro ha sido el tema de varias entrevista en los medios con Cooke.
Stephanie Cooke ha escrito acerca de la industria nuclear desde la década de los 1980. Actualmente ella es una editora para la publicación Grupo de Inteligencia acerca de la Energía. y es una contribuidora del Bulletin of Atomic Scientists.